# Клемерсон де Араужо Соарес
Клемерсон де Араужо Соарес, более известный как Араужо (род. 8 августа 1977 года в Каруару) — бразильский футболист, который играл на позиции нападающего.

## Карьера

### «Гояс» и Япония
Араужо начал свою карьеру в молодёжном составе «Сентрала», в 1996 году играл за «Порту Каруару». В следующем году он переехал в штат Гояс, где и начал профессиональную карьеру, пробыв с одноимённым клубом до 2003 года. В 2004 году он перешёл в «Симидзу С-Палс», Япония. В 2005 году он продолжал играть в Японии, но уже за «Гамба Осака». Для этого клуба в 2005 году он продемонстрировал необычайную результативность, забив 33 гола в 33 играх (в среднем ровно по голу за матч).

### «Крузейро»
В начале 2006 года его купил «Крузейро», трансфер получил широкую огласку в прессе. Однако Араужо получил серьёзную травму, которая выбила его из строя на восемь месяцев. В 2006 году он почти не играл за клуб. Араужо снова начал играть в 2007 году, а 24 июня забил два гола в ворота «Атлетико Минейро», его команда победила со счётом 4:2.

### «Аль-Гарафа»
В середине июля 2007 года Араужо подписал контракт с «Аль-Гарафой», где выступал его соотечественник, Жуниньо Пернамбукано. В «Аль-Графе» Араужо, известный как «Аль-Фухуд» (гепард) становился чемпионом Катара в течение трёх лет подряд. Он был одним из ключевых команды, возглавив рейтинг бомбардиров в сезоне 2008 года. 4 марта 2008 года, забив в матче против «Аль-Хора», он повторил рекорд Габриэля Батистуты — 25 голов в одном сезоне. В конце концов, он закончил сезон в ранге лучшего бомбардира лиги с 27 голами, рекорд, который до сих пор остаётся непобитым. Он покинул клуб в 2010 году из-за причин личного характера, хотя в 2012 году он заявил, что хотел бы вернуться в команду.

### «Флуминенсе» и аренда в «Наутико Ресифи»
В 2011 году его купил «Флуминенсе». 21 января 2012 года Араужо забил гол в матче Лиги Кариока против «Фрибургенсе». Через неделю он снова отличился в игре против «Волта Редонда», его команда выиграла со счётом 3:0. 29 апреля он ещё раз забил «Волта Редонде» в матче Лиги Кариока.
В мае 2012 года «Наутико Ресифи» на один сезон арендовал Араужо. В своём дебютном матче он забил с пенальти в ворота «Фигейренсе», однако «Наутико» проиграл со счётом 2:1. Он был одним из ключевых игроков команды, которая в итоге заняла 12-е место в чемпионате. В последнем туре Араужо забил победный гол в ворота «Спорт Ресифи», из-за этого проигрыша команда вылетела в Серию B.

### «Атлетико Минейро»
14 января 2013 года было объявлено, что Араужо усилится «Атлетико Минейро». Футболист уже работал с тренером «Атлетико», Алекси Стивалом, в «Гоясе» в 2003 году, поэтому сразу подписал контракт с клубом. В своём интервью Араужо утверждал, что, несмотря на возраст (35 лет), не потерял выносливость и что в погоне за титулами хочет сыграть в Кубке Либертадорес. 3 февраля он забил гол в матче третьего тура Лиги Минейро против «Крузейро». После того, как Араужо выпал из основного состава, руководство «Атлетико Минейро» начало переговоры с «Гояс» относительно продажи игрока. В итоге Араужо подписал с родным клубом контракт до мая 2014 года.

### Поздняя карьера
Не видя перспектив в «Атлетико», Араужо разорвал свой контракт и вернулся в «Гояс», с которым и начинал профессиональную карьеру. Не сумев закрепиться в «Гоясе», Араужо расторг контракт и вернулся в «Сентрал», с которым начал карьеру ещё на молодёжном уровне.
Во второй половине 2016 года Араужо покинул «Сентрал» и тренировался с «Лас-Вегас Юнайтед». Однако Араужо так и не подписал контракт с американским клубом, вместо этого он перешёл в «7 сентября», клуб из Серии A2 Лиги Пернамбукано.